# Hugh Stowell Scott
Hugh Stowell Scott (Newcastle upon Tyne, 1862-Melton, 1903), conocido también por su seudónimo Henry Seton Merriman, fue un novelista inglés.

## Biografía
Nació el 9 de mayo de 1862 en Newcastle-on-Tyne. Miembro de Henry Scott & Sons, durante algunos años trabajó en el sector de los seguros, en Lloyd's. Comenzó su carrera literaria en 1889 con The Phantom Future. Su primer éxito fue The Sowers (1896). Realizó numerosos viajes, muchos de ellos acompañado por su amigo Stanley Weyman. Tenía alrededor de cuarenta años de edad cuando falleció en Melton, cerca de Ipswich, el 19 de noviembre de 1903. Entre sus libros más exitosos se encontraron títulos como Roden's Corner (1898), The Isle of Unrest (1899), In Kedar's Tents (1897), The Velvet Glove (1901), The Vultures (1902), Barlasch of the Guard (1903) y The Last Hope (1904).